# ドライブ・マイ・カー (村上春樹)
「ドライブ・マイ・カー」は、村上春樹の短編小説。2021年には、これを原作の一部とする濱口竜介監督の同名映画『ドライブ・マイ・カー』が公開された。

## 概要
村上は『文藝春秋』2013年12月号から2014年3月号まで、「女のいない男たち」と題する連作の短編小説を続けて掲載した。本作品は2013年12月号に発表されたその1作目（同号の発行日は2013年11月10日）。
雑誌発表直後の2013年12月、梁億寬（ヤン・オクグァン）により朝鮮語に翻訳された。掲載誌は季刊誌『世界の文学』（民音社）。その後、2014年8月28日に短編集『女のいない男たち』が梁潤玉（ヤン・ユンオク）の翻訳で出版され、本作品は2種類の朝鮮語版が存在することとなった。
2015年10月、ジョン・フリーマンが編んだアンソロジー『Freeman's: The Best New Writing on Arrival』が刊行。同書にテッド・グーセン（Ted Goossen）による英語の翻訳が掲載される。短編集『女のいない男たち』の英訳書は2017年5月に刊行された。

## あらすじ
家福は俳優で、台詞の練習をするために舞台に出演するときは車を運転して仕事場まで行っている。ところが接触事故を起こし、運転免許停止となった。同時に検査で緑内障の徴候が見つかり、事務所からも運転を止められる。そこで自動車修理工場の経営者である大場が、運転手として若い女性を推薦してくれた。2日後、黄色のサーブ900コンバーティブルの助手席に乗り、女に近くを運転してもらった。女の名前は渡利みさきといった。みさきは翌日から家福の専属運転手となった。
家福は助手席に座っているとき、亡くなった妻のことをよく考えた。女優の妻は時折、彼以外の男と寝ていた。家福にわかっている限りでは、その相手は全部で4人だった。
首都高速道路の渋滞中、みさきは家福に「どうして友だちとかつくらないんですか？」と質問する。家福は「僕が最後に友だちを作ったのは十年近く前のことになる」と答える。
妻が亡くなって半年後、テレビ局で高槻という名前の俳優と顔を合わせた。家福の知る限りでは、高槻は妻が性的な関係を持った男たちのリストの末尾に位置していた。翌日、二人は銀座のバーに行き、友だちになった。以後、都内のあちこちのバーで酒を飲み、あてもなく話をした。
その夜二人は根津美術館の裏手の路地の奥にある目立たないバーで飲んでいた。高槻が話した言葉は、曇りのない、心からのものとして響いた。ほんの僅かなあいだかもしれないが、その隠された扉が開いたのだ。それが演技ではないことは明らかだった。それほどの演技ができる男ではない。

## 備考
2013年11月10日、本作品が掲載された『文藝春秋』が発売される。作中では、登場人物が北海道に実在する「中頓別町」の名前に触れる場面があり、これについて、翌2014年2月5日付の毎日新聞は、中頓別町議会議員が出版元の文藝春秋に対し抗議書を送ることを決めたと報じた。
抗議の対象となったのは作中に登場する描写で、ドライバーをつとめる渡利（わたり）みさきが運転中にタバコを車窓から外へ投げ捨てるのを見て、主人公の家福（かふく）が、彼女の生まれ故郷の中頓別町ではそのような行為が普通なのかと感想を抱く、という記述だった。
報道を受けて村上は2月7日、文藝春秋を通じて「僕は北海道という土地が好きで、これまでに何度も訪れています。（中略）これ以上の御迷惑をかけないよう、単行本にするときには別の名前に変えたいと思っています」と見解を発表した。中頓別町には抗議が殺到し、質問状を送った町議のブログにも苦情の書き込みが続いた。
2014年4月、本作を収録した短編集『女のいない男たち』が刊行。抗議を受けた地名は「上十二滝（かみじゅうにたき）町」という架空の名前に変更された。
2021年に濱口竜介の監督で制作された映画『ドライブ・マイ・カー』でも、単行本と同様に「上十二滝」の地名が採用された。この場面は北海道内の赤平市で撮影が行われている。映画は、2022年のアカデミー賞で国際長編映画賞を受賞している。

## 朗読番組
- 村上春樹を読む「ドライブ・マイ・カー」 〜短編集「女のいない男たち」より〜（2022年8月8日[15] - 26日、NHKラジオ第1） - 全15回、本作と「イエスタデイ」を放送。本作の読み手は勝村政信[16]
  - 「朗読の世界」で「村上春樹短編集」として再放送（2024年1月22日 - 2月9日、NHK-FM）[17][18]